# Yuricon
Yuricon était une convention orientée vers les fans de mangas et animes yuri. Le premier événement de la Yuricon a été organisé à Newark (New Jersey) en 2003 avec environ 200 participants, même si la Yuricon existait sur internet depuis 2000. L'événement a été organisé par Yuricon, LLC., qui continue d'organiser des événements uniques centrés sur le yuri, notamment en collaborant avec d'autres organisations. En 2005, Yuricon a hébergé un événement à Tokyo et co-sponsorisé Onna! avec la Shoujo Arts Society, qui se concentre sur le rôle des femmes dans l'animation et les bandes dessinées. En 2007, Yuricon a organisé un petit événement d'une journée afin de recréer l'ambiance de la convention de Tokyo en 2005. L'admission aux conventions est limitée aux personnes majeures.
Yuricon possède une branche de publication, ALC Publishing, qui est le seul éditeur de contenu exclusivement yuri du monde. Les publications comprennent des traductions du japonais — comme Rica 'tte Kanji!? (en) et WORKS — aussi bien que des œuvres originales en anglais, tel que la série Yuri Monogatari
Friedman a donné des conférences sur le yuri à l'université de l'Illinois et au MIT,.

## Programmation
Comme les autres conventions d'anime, Yuricon a représenté plusieurs activités, un événement de cosplay, un concours de clip d'anime, et d'autres compétitions. Yuricon maintient également une bibliothèque de manga yuri que les visiteurs peuvent lire.

## Historique de l’événement
| Dates             | Emplacement                                  | Participants | Invités                                                                                           |
| ----------------- | -------------------------------------------- | ------------ | ------------------------------------------------------------------------------------------------- |
| 13-15 juin 2003   | Gateway HiltonNewark (New Jersey)            | 200          | Dr. Sarah Frederick, Gaijin-a-gogo, Mike Hayes, Eriko Tadeno, Rica Takashima, et Kathryn Williams |
| 16 avril 2005     | Tokyo                                        | 30           | Akiko Mizoguchi, Natsuko Mori, Eriko Tadeno, et Rica Takashima                                    |
| 29 septembre 2007 | Hilton Newark Penn StationNewark, New Jersey | -            | Rica Takashima                                                                                    |

## Publications
- Yuri Monogatari (nommé d'après Hana Monogatari de Nobuko Yoshiya) est une anthologie annuelle de BD courtes sur le thème du yuri. En 2007, Yuri Monogatari 3 a été nommé pour le Lambda Book Award (en)[7]. Cinq anthologies Yuri Monogatari ont été publiées et The Advocate a dit de la série que c'était "un manga à avoir".
- Shoujoai ni Bouken
- Rica 'tte Kanji!? (en)
- WORKS[8]